# Clossiana couleti
Clossiana couleti är en fjärilsart som beskrevs av Charles Oberthür 1937. Clossiana couleti ingår i släktet Clossiana och familjen praktfjärilar. Inga underarter finns listade i Catalogue of Life.